# Oedothorax falcifer
Oedothorax falcifer – gatunek pająka z rodziny osnuwikowatych.
Gatunek ten opisany został w 1998 roku przez Andrieja Tanasiewicza na podstawie pojedynczego samca odłowionego w 1988 roku. Nadany mu początkowo epitet gatunkowy faciferus został skorygowany gramatycznie na falcifer.
Pająk o ciele długości 2,33 mm. Karapaks ma 1,13 mm długości, 0,85 mm szerokości i jasnobrązową barwę. Odnóża są jasnobrązowe z trichobotriami na wszystkich nadstopiach. Opistosoma ma 1,2 mm długości i 0,88 mm szerokości. Charakterystyczne cechy gatunku obejmują kształt wyniosłości na karapaksie samca oraz budowę jego narządów kopulacyjnych, w tym stosunkowo dużą apofizę suprategularną.
Gatunek himalajski, znany tylko z Nepalu, z dystryktu Ilam. Jedyne znane stanowisko znajduje się w zdegradowanym lesie liściastym na przełęczy Worebung, na wysokości 2000 m n.p.m..